# 全政麟
全政麟（韓語：전정린，1989年1月27日—），韩国男子雪车运动员。他曾代表韩国参加2014年和2018年冬季奥林匹克运动会雪车比赛，其中2018年冬季奥运会获得一枚银牌。